# 日米マーケットリレー 朝エクスプレス
『日米マーケットリレー 朝エクスプレス』は日経CNBCで毎週月曜から金曜日（市場休場日除く）に放送されている番組。2005年4月『TOKYOモーニングExpress』としてスタート。その前身は2001年4月に始まった『TOKYOスクワークボックス』となる。

## 番組内容

### TOKYOスクワークボックス
2001年4月放送開始。番組名の由来はCNBCグループが取引開始前後に放送する番組に『スクワークボックス』と名付けていたので、それを倣った。8時45分から30分間の放送で、10月からは8時30分開始とした。
スタジオと東証アローズから最新の経済ニュースや株価速報・日本経済新聞の記事紹介やNQN記者による株価解説などで構成。また、日経新聞のニューヨーク支局からはテレビ電話を使って海外の動向を伝えた。

### 2005年4月以降
2005年4月、『スクワークボックス』と『TOKYOマーケットウォッチ』9時台などを統合し、『TOKYOモーニングExpress』を開始。8時30分から1時間半に渡っての放送に生まれ変わった。2007年4月、内容はほぼそのままに『朝エクスプレス』と改題する。
2008年10月に「日米マーケットリレー」をコンセプトにリニューアル。米国マーケットの情報を充実させている。米国CNBCの「クロージングベル」がニュース素材に使われている。NY中継をそれまで日経新聞NY支局からだったが、テレビ東京NYスタジオから放送。
2009年5月、社屋移転後、タイトルロゴを一新し緑を基調とした画面デザインになっている。ちなみに、「昼エクスプレス」は黄色、「日米マーケットリレー 夜エクスプレス」は赤となっている。
なお、2008年10月のリニューアル以降、オープニングのステーションジングルが廃止されていたが、2009年5月より復活している。

## タイムテーブル
- 8:30 オープニング・ヘッドライン
- 8:33 NYマーケット
  - 8:33 各種指標
  - 8:36 NY中継（テレビ東京NYスタジオから）
  - 8:44 クロージングベルで放送されたニュース
- 8:46 Market Eye
- 8:51 きょうの株価材料
- 8:53 マーケット展望
- 8:56 東証アローズ中継
- 8:58 きょうの予定
- 9:00 寄り付き速報・ビジネスヘッドライン・注目銘柄解説（2009年9月28日から2012年3月30日までの月曜～木曜9:01-9:20、金曜9:01-9:08は、テレビ東京「E morning」及び「Mプラス 9」が当番組を同時ネットしていた。）
- 9:09 特集・コンパス
- 9:20 外国為替解説・電話リポート
- 9:25 東証1部全銘柄解説
- 9:45 FISCOリポート
- 9:50 クロージングベルで放送されたニュース
- 9:52 Pickup新興市場
- 9:54 エンディング

## キャスター

### メインキャスター
- 石河茉美 2014年9月1日～
- 小川まどか 2011年4月4日〜2014年8月29日
- 谷本有香 2010年3月29日〜2011年4月1日
- 榎戸教子 2009年5月7日〜2010年3月26日
- 桑原りさ 2008年10月〜2009年5月1日

## ティッカー
いずれも情報は日経QUICKニュースによる。
- 8:30〜9:00
  - 上段／最新ニュース
  - 下段／NYダウ終値、ナスダック総合指数終値、円ドル相場、円ユーロ相場
- 9:00〜10:00
  - 上段／日経平均採用銘柄の株価
  - 下段／日経平均、日経平均先物、TOPIX、円ドル相場、円ユーロ相場